# رود هوزر
رود هوزر (بالإنجليزية: Rod Hauser)‏ هو لاعب اتحاد الرغبي أسترالي، ولد في 31 مارس 1952 في Laidley, Queensland ‏ في أستراليا.